# Олюнин, Николай Игоревич
Никола́й И́горевич Олю́нин (род. 23 октября 1991, Красноярск, РСФСР, СССР) — российский сноубордист, выступающий в сноуборд-кроссе. Серебряный призёр зимних Олимпийских игр 2014. Заслуженный мастер спорта (2014).

## Биография
Впервые на сноуборд встал благодаря дедушке и отцу. Однажды его заметил тренер сборной России по сноуборд-кроссу Артур Злобин, который предложил заниматься более серьёзно, чтобы в будущем попасть в национальную команду. При этом Олюнин показывал неплохие результаты в футболе и даже входил в сборную Красноярска по своему возрасту, а также два года занимался боксом и кикбоксингом. Однако со временем он решил сконцентрироваться на сноуборде.
В 2002 году его отец Игорь погиб в автокатастрофе.

### Профессиональная карьера
В сентябре 2009 года на Кубке мира по сноуборду в аргентинском Чапелько. В 2010 году в Новой Зеландии первым из российских сноубордистов стал чемпионом мира среди юниоров в сноуборд-кроссе.
Олюнин пять раз принимал участие в чемпионатах мира среди взрослых (2009, 2011, 2013, 2015, 2017). Лучшее достижение — 17-е место на чемпионатах 2013 и 2017 годов. Серебряный призёр зимней Универсиады 2013 года. На Универсиаде 2015 года выиграл золото.
21 февраля 2012 года в канадском Стоунхеме впервые в карьере стал призёром этапа Кубка мира, заняв второе место.

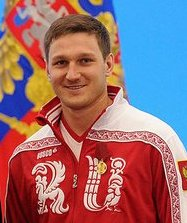
2014 год

На Олимпийских играх 2014 года в Сочи Олюнин завоевал серебряную медаль неожиданно для многих (Николай только один раз к этому моменту был призёром этапа Кубка мира). Он стал победителем заездов в квалификации, четвертьфинале и полуфинале, а в финале проиграл только французу Пьеру Вольтье. Свою медаль Николай, по его же собственному признанию, посвятил своему отцу, дедушке и маме.
По итогам сезона 2014/15 занял третье место в зачёте сноуборд-кросса в Кубке мира, уступив Лукасу Эгибару и Алексу Пуллину.
23 января 2016 года выиграл свой единственный в карьере этап Кубка мира, став первым в немецком Фельдберге, опередив Пьера Вольтье и Алекса Пуллина. На следующий день там же занял второе место, уступив только Вольтье. В сезоне 2015/16 занял четвёртое место в зачёте сноуборд-кросса в Кубке мира.
15 февраля 2018 года получил травму во время полуфинала в сноуборд-кроссе на Олимпийских играх в Пхёнчхане и не вышел в финал. Несмотря на серьёзное повреждение, уже через неделю, в конце февраля, Олюнин выступил на этапе Кубка мира в Германии. Однако последствия травмы сказывались ещё несколько лет, из-за чего Олюнин перенёс несколько операций в 2018 и 2019 годах, больше не выступая на международном уровне после февраля 2018 года.
В январе 2021 года 29-летний сноубордист заявил о намерении завершить карьеру в апреле 2021 года, однако выходил на старт и в сезоне 2021/22, в том числе впервые с 2018 года выступил на нескольких этапах Кубка мира в Китае и Красноярске.
Участник 1 сезона шоу «Титаны» №70, из которого выбыл во 2-м выпуске из-за травмы, заняв 91-е место среди 99 атлетов.

## Семья
В августе 2016 года женился на своей подруге Марии, с которой перед этим встречался два года. Воспитывает дочерей Марию (род. 20 февраля 2019 года) и Еву.

## Бизнес
Семья Олюнина владеет известной в Красноярске сетью бутербродов «СмайК».
В 2014 году Николай открыл собственный бар "Серебро" в Железнодорожном районе Красноярска. На его запуск он потратил все призовые, полученные за серебряную медаль Олимпиады. Название бара также было связано с ней. В 2015 году Олюнин перезапустил проект, а затем провёл ребрендинг — вместо "Серебра" появились "Гости". В 2017 году проект был закрыт, а сам Олюнин назвал его "волонтёрством" и признался, что не до конца разобрался в бизнесе.

## Политическая карьера
В сентябре 2019 года был избран депутатом Красноярского городского совета депутатов по избирательному округу №4 (Кировский район). Представляет партию "Единая Россия"
В 2024 году являлся доверенным лицом кандидата в президенты России Владимира Путина.

## Достижения
- Серебряный призёр зимних Олимпийских игр 2014 года в сноуборд-кроссе;
- Чемпион мира в сноуборд-кроссе среди юниоров (2010);
- Победитель и многократный призёр этапов Кубка мира в сноуборд-кроссе,
- Чемпион зимней Универсиады 2015 года в сноуборд-кроссе.

## Награды и звания
- Медаль ордена «За заслуги перед Отечеством» I степени (24 февраля 2014 года) — за большой вклад в развитие физической культуры и спорта, высокие спортивные достижения на XXII Олимпийских зимних играх 2014 года в городе Сочи[14][15].
- Заслуженный мастер спорта России (19 февраля 2014 года)[16].